# オーディオブック
オーディオブック（英語：audiobook、audio book）とは、主に書籍を朗読したものを録音した音声コンテンツの総称。「聴く本」とも呼ばれており、ナレーターや声優が本を朗読したものが流布している。日本では媒体によってカセットブック、カセット文庫、CDブックなどと呼ばれることもある。インターネットの普及により、音声ファイルをダウンロード販売するサービスも複数登場。これらのサイトで提供されているものも一般にオーディオブックと呼称し、近年利用者が急拡大している。CDブック（カセットブック）には書籍の付属品としてCDがついているもの（もしくはその逆）もあるが、この項では主に書籍なしのオーディオブック、およびインターネット上で配信されるオーディオブックについて説明する。

## 概要
オーディオブックとは、主に書籍をナレーターや声優が読み上げて音声化した音声コンテンツを指す。日本オーディオブック協議会によると広義では「音楽以外の音声コンテンツ全般」もオーディオブックとしてみなされている。
「音楽以外の音声コンテンツ全般」とは、具体的には次の通りである。
- 本の朗読書籍丸ごと一冊をナレーターや声優、俳優、あるいは著者自らが朗読したもの。一人で全編を朗読する場合もあれば、パートや登場人物ごとに複数人で朗読する場合もある。狭義の「オーディオブック」はこれに当たる。
- 講演
- オーディオセミナー
- 対談
- インタビュー
- 語学教材
- 落語
- 漫才
- トーク番組
- ニュース・中継
- ラジオドラマ
- 要約
- 授業
- スモールコンテンツ

1980年代には、オーディオブックはカセットブック、カセット文庫、CDブックなどとも呼ばれ、カセットテープやCDで販売されていたが、文化として定着することがなかった。2010年代半ばごろからスマートフォンをはじめとするITデバイスが拡大。さらにワイヤレスイヤホンが普及し音声コンテンツの利用環境が整ったことを背景に、インターネットを介したオーディオブックの配信サービスの利用が急拡大した。また、2018年に日本語のオーディオブック最大手の「audiobook.jp」（旧サービス名称：FeBe）が、オーディオブックが定額で聴き放題となるサブスクリプションサービスを導入するなど、手軽に利用できるようになったこともオーディオブックの拡大に寄与している。

## 歴史・市場

### アメリカ
アメリカでは、移動の際に乗用車を使用することが多く、CDやカセット等の持ち運びが容易であったため、早期から大きな市場が確立した。2009年度のオーディオブックの売上は、約9億ドルに達していると推定されている。グラミー賞にはオーディオブック部門（Field19:Best Spoken Word Album）が存在し、人気作品や発売されたばかりの作品がオーディオブックとして販売されることからも窺えるように、アメリカではオーディオブックは広く認知され、日常的に利用されている。また、かつてはオーディオブック売り上げの大部分がCDでの販売であったが、インターネットの普及と一般市民のリテラシーの向上により、ダウンロード販売も次第に拡大している。2009年度にはオーディオブックの売上のうち、ダウンロード販売が約20％を占めているという調査もある。

### 日本
日本のオーディオブック市場は、欧米に比べると後進で規模はまだ発展途上である。日本では1985年に新潮社が「新潮カセット文庫」の第1弾として『小林秀雄講演』全3巻を刊行し、約6万部を売り上げた。以後、1980年代後半に、特に新潮社を中心としてカセットブックが流行した。有名俳優による小説の朗読や著名人の講演、落語、漫談、怪談などのライブ録音が多数カセットブック化されたほか、ライトノベルや漫画をオーディオドラマとして新規に録音された作品（現在でいうところのドラマCD）も登場し始めた。一部の書店やCDショップのほか、通信販売によるパッケージ販売も行われたが、車社会でCDやカセットが喜ばれたアメリカに比べ、電車などの公共交通機関による移動が多い日本では、市場規模はなかなか拡大しなかった。
しかし、近年、iPodやWALKMANなどのデジタルオーディオプレーヤーや、iPhoneなどのスマートフォン、ワイヤレスイヤホンが普及し、CDやカセットを持ち歩かなくても気軽に音声コンテンツを楽しむことができる環境が整ったことにより、インターネット上で購入するダウンロード販売が急速に拡大している。日本能率協会総合研究所の調査によると、オーディオブックの市場規模は2024年に260億円に達すると予想されている。
日本におけるオーディオブックのダウンロード販売は、2007年に株式会社オトバンクが「FeBe」（現サービス名称：audiobook.jp）というサービス名にて初めて開始した。2022年現在、「audiobook.jp」は日本語オーディオブック書籍ラインナップ数で第１位、数万タイトルのオーディオブックをダウンロード配信している。
ダウンロード販売の他の事例として、iTunesには「ミュージック」に加えて「オーディオブック」というカテゴリが加えられ、iTunes Storeでオーディオブックをダウンロードすることができるようになったほか、Amazonなど複数社がオーディオブックを販売している。
なお、物理メディアによる販売方法としては、主にアニメやゲームなどのストーリーをドラマ化した「ドラマCD」が製作され、書店などで流通し、現在でも一定の人気を誇っている。